# Otto Georg Thierack
Otto Georg Thierack (Wurzen, 19 aprile 1889 – Stukenbrock, 26 ottobre 1946) è stato un politico tedesco.

## Biografia
Avvocato, prese parte alla prima guerra mondiale, fu ferito al viso e ricevette la croce di ferro. Nel dopoguerra entrò a far parte del partito nazista, dove ricoprì importanti incarichi.
Dal 1936 al 1942 fu presidente del Volksgerichtshof, il tribunale nazionalsocialista per i reati politici, e dal 1942 fino alla fine della guerra fu ministro della giustizia.
Catturato dagli alleati al termine del conflitto, si suicidò nel campo di prigionia il 26 ottobre 1946.